# Австрийский референдум по аншлюсу (1938)
Референдум в Австрии по аншлюсу с Германией проходил 10 апреля 1938 года вместе с аналогичным референдумом в Германии. Он осуществлялся под огромным давлением со стороны нацистской Германии, на бюллетенях диаметр ячейки «За» аншлюс был почти в два раза больше, чем «Против». За месяц до референдума немецкие войска уже оккупировали территорию Австрии.
По опубликованным результатам 99,73 % голосов было подано за слияние с Германией при всеобщей явке 99,71 %.

## Результаты
«Согласен ли ты с произошедшим 13 марта 1938 года воссоединением Австрии с Германией и голосуешь ли за список нашего фюрера Адольфа Гитлера?»
| Выбор                                      | Голоса    | %     |
| ------------------------------------------ | --------- | ----- |
| За                                         | 4,453,912 | 99.73 |
| Против                                     | 11,929    | 0.27  |
| Недействительных голосов/пустых бюллетеней | 5,777     | -     |
| Всего                                      | 4,471,618 | 100   |
| Зарегистрированных избирателей/Явка        | 4,484,617 | 99.71 |
| Источник: Direct Democracy                 |           |       |